# Uta Bella
Uta Bella est une chanteuse auteur, compositrice, interprète camerounaise. Elle explore divers rythmes du Cameroun comme l’Assiko, le Bikutsi et le Makossa. Elle meurt le 7 février 2021 à l’hôpital Saint Gaudens en France où elle vivait depuis de nombreuses années de suite de Covid-19. Elle laisse une discographie importante. 

## Biographie
À la fin des années 60 et le début des années 70, Uta Bella lance une série d’enregistrements de 45 tours. Avec l’album de Nassa Nassa considéré comme l’un des plus abouti de sa carrière, elle preste lors des 20 ans marquant l'anniversaire de l'ascension du président Ahmadou Ahidjo au pouvoir.
Uta Bella contribue à populariser l’Afro-funk, un genre qui mélange des rythmes africains avec des éléments de funk.
Elle est également connue pour sa version de la chanson Amio, en intégrant des sonorités locales à des genres comme l’afropop, l’afro-soul, et l’afro-reggae.

## Discographie

### Albums
- Nassa nassa
- Alu
- Kekeh meyilamba[4]

### Singles
- 1978 : metek
- 1981 : pour être heureux
- 1969 : monboulae
- zilinga/beh mo